# کلبه هندی
کلبه هندی نام یک کتاب ادبی است که توسط برناردن دوسن پیر، نویسندهٔ اهل فرانسه نوشته شده‌است.